# 리처드 로퍼

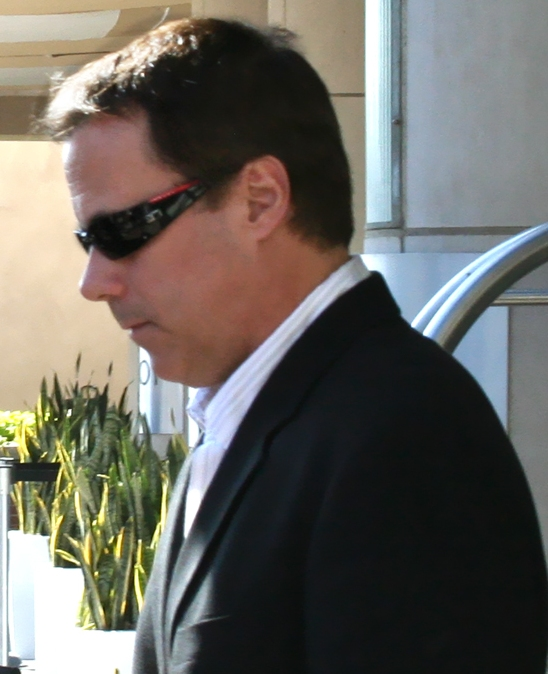
리처드 로퍼

리처드 로퍼(Richard Roeper, 1959년 10월 17일 ~ )는 미국의 칼럼니스트이자 영화 평론가이다.